# 紀広名
紀 広名（き の ひろな）は、奈良時代の貴族。中納言・紀麻路の子。官位は正五位下・東海道巡察使。

## 経歴
天平12年（740年）外従五位下に昇叙され、翌天平13年（741年）上総守に任ぜられる。天平17年（745年）内位の従五位下に叙せられ、翌天平18年（746年）大学頭次いで少納言に任ぜられる。
天平勝宝元年（749年）孝謙天皇の即位後間もなく主税頭に任ぜられ、淳仁朝の天平宝字6年（762年）には智部少輔に補せられている。
称徳朝では東海道巡察使・式部大輔などを歴任した。神護景雲2年（768年）各道の巡察使から言上がなされた際、東海道巡察使として以下の施策を建言し、許可されている。
- 寺社の封戸に対しても、時には公民と同様に租税減免を行うこと。
- 平城京へ舂米（白米）を運搬する際に、雑徭に代わって馬を差し出し、馬を引く者だけに食料が支給されるようになっている。貧しい者は馬の供用ができないために、食料の支給がないままに舂米を運ぶ状況となっている。従って、以前の通り舂米を運ぶ人ごとに食料を支給すべき。
- 下総国の井上・浮嶋・河曲の3駅、および武蔵国の乗潴・豊嶋の2駅は東海道・東山道の両方に繋がる駅で、公使の送迎が頻繁に行われるため、本来は小路の駅であるが中路の東海道・東山道の駅に準じて駅馬10頭を設置すべき。

## 官歴
『続日本紀』による。
- 時期不詳：正六位上
- 天平12年（740年） 11月21日：外従五位下
- 天平13年（741年） 12月10日：上総守
- 天平17年（745年） 正月7日：従五位下
- 天平18年（746年） 4月11日：大学頭。9月19日：少納言
- 天平勝宝元年（749年） 8月10日：主税頭
- 天平宝字6年（762年） 4月1日：智部少輔
- 天平神護2年（766年） 9月23日：東海道巡察使
- 天平神護3年（767年） 3月20日：式部大輔
- 時期不詳：正五位下[2]

## 系譜
- 父：紀麻路[2]
- 母：不詳
- 生母不明の子女
  - 男子：紀真人[2]